# Кенотаф Милији Глишићу у Брђанима
Кенотаф Милији Глишићу у Брђанима (Oпштина Горњи Милановац) налази се на Тешића гробљу. Подигнут је Брђанцу Милији Глишићу који је изгубио живот у бици на Кладници на самом почетку Првог Српско-турског рата 1876. године.
Кенотаф, тридесет година након стричеве смрти, подигао је синовац Василије Глишић.

## Опис
Споменик у облику стуба, исклесан од тврдог грабовичког камена, рад је неког локалног каменоресца.. Добро је очуван. На предњој страни приказан је војник у ставу мирно. Око главе лучно је уклесано: МИЛИЈА ГЛИШИЋ 1876. г. На полеђини споменика уклесан је епитаф, а на левом боку пушка са бајонетом.

## Епитаф
Овај спомен показује
десетара II чете
II батаљона народне војске
рудничке бригаде
МИЛИЈУ ГЛИШИЋА
из Брђана
поживи 25 г.
а погибе борећи се са Турцима
на Кладници
24. јуна 1876. г.
Овај му спомен подиже
синовац Василије
6. маја 1906. г.